# Kutaisi
Kutaisi (IPA: [kʰutʰaisi], ; in georgiano ქუთაისი?; in russo Кутаиси?) è una città della Georgia, la terza del paese per numero di abitanti, capoluogo della regione occidentale dell'Imerezia. È situata a 221 km a ovest della capitale Tbilisi.

## Geografia fisica
Kutaisi si distribuisce lungo le due sponde del fiume Rioni. Ad est e nord-est, l'estensione di Kutaisi è bloccata dalle colline di Imereti, a nord dalle montagne Samgurali e ad ovest e a sud dalla pianura di Colcide. Kutaisi è circondata da foreste di caducifoglie, con un paesaggio agreste verso sud. Il centro della città è ricco di strade alberate e parchi.

## Storia
Kutaisi era la capitale dell'antico Regno della Colchide. Resti archeologici indicano che la città ebbe il ruolo di capitale del regno già nel secondo millennio a.C.
Apollonio Rodio che scrisse delle vicende di Giasone e degli Argonauti sul loro leggendario viaggio in Colchide, afferma che Kutaisi/Aia era la destinazione finale della spedizione e residenza del re Eete. Tra il 978-1122 Kutaisi fu la capitale del regno di Georgia, e tra il XV secolo ed il 1810 la capitale del Regno di Imereti.
Nel 1508, la città fu catturata da Selim I, che era il figlio del sultano degli ottomani, Bayezid II. Nel 1810 il Regno di Imereti fu occupato dalla Russia zarista. La città divenne il capoluogo della gubernija di Kutaisi, che includeva buona parte della Georgia occidentale.
Dopo l'indipendenza della Georgia nel 1991, l'economia del paese collassò e la crisi colpì anche Kutaisi, che era uno dei maggiori centri industriali dell'area.

## Monumenti e luoghi d'interesse
- Cattedrale Bagrati
- Monastero Gelati (a circa 10 chilometri dal centro)
- Fontana Colchide
- Bazar
- Ponte Bianco

## Sport

### Calcio
È sede della T'orp'edo Kutaisi, società calcistica militante nel campionato georgiano di calcio.

## Amministrazione

### Gemellaggi[1]
| - Ascalona, dal 14.07.1987 - Sumy - Columbia, dal 13.04.1997 - Dnipro, dal 13.04.1997 - Ungheni, dal 29.08.2015 - Ganja, dal 03.05.1996 - Maribor, dal 18.03.2016 - Charkiv, dal 23.08.2005 - Leopoli, dal 16.10.2002 - Poznań, dal 06.06.2009 | - Tartu, dal 31.05.2017 - Newport, dal 02.10.1989 - Karşıyaka, dal 22.08.2011 - Mykolaiv, dal 04.05.2012 - Szombathely, dal 02.02.2015 - Nanchang, dal 08.03.2015 - Žytomyr - Valka, dal 03.05.2016 - Laiwu, dal 10.10.2015 - Gomel, dal 03.05.2016 |

### Accordi di cooperazione[1]
- Kaunas

## Galleria d'immagini

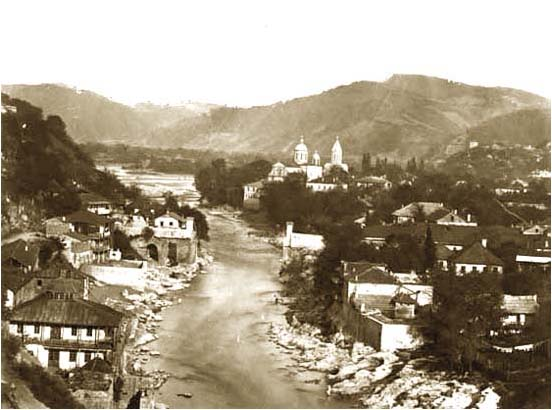
Kutaisi negli anni '70 del XIX secolo
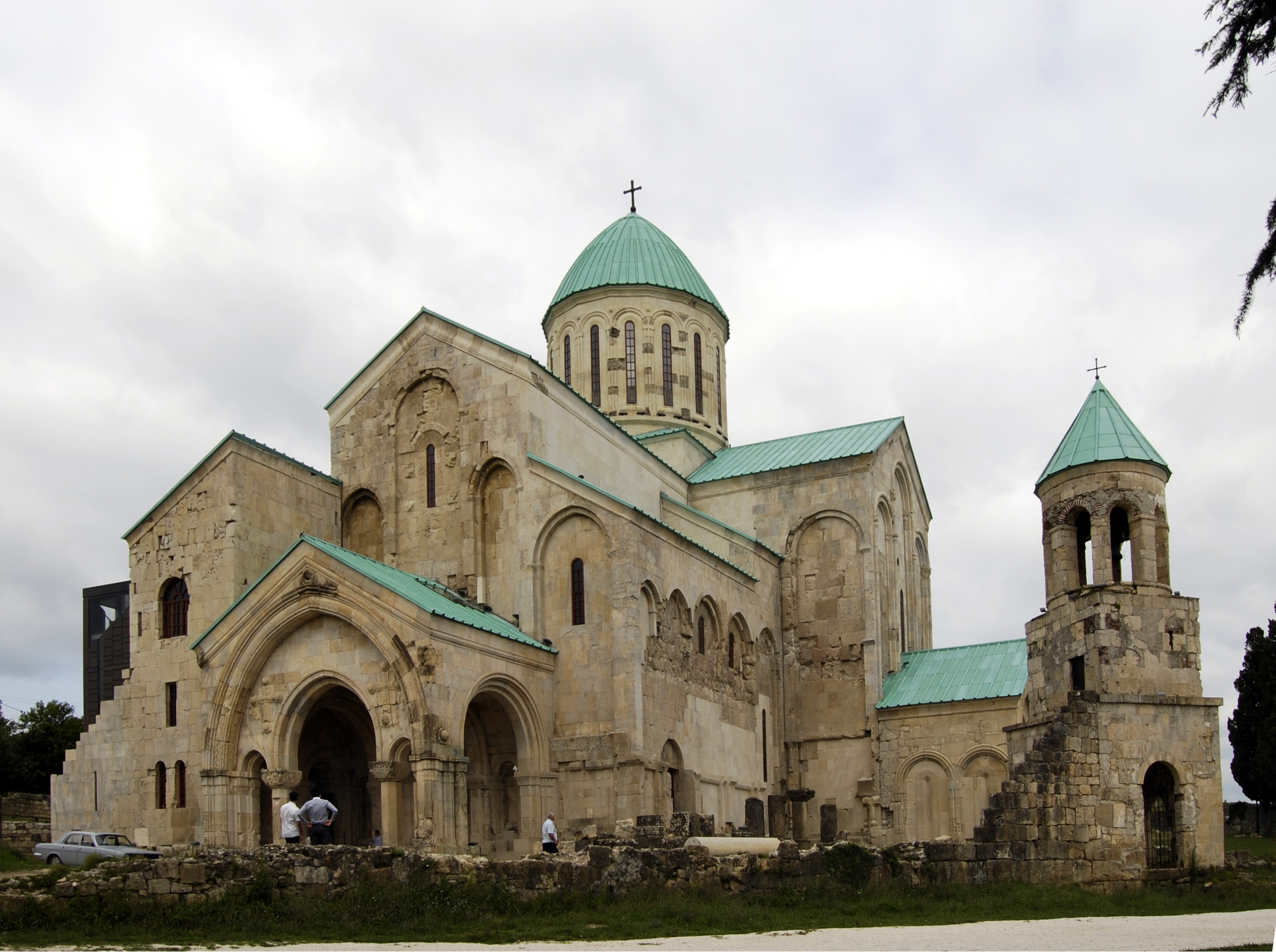
Cattedrale di Bagrati
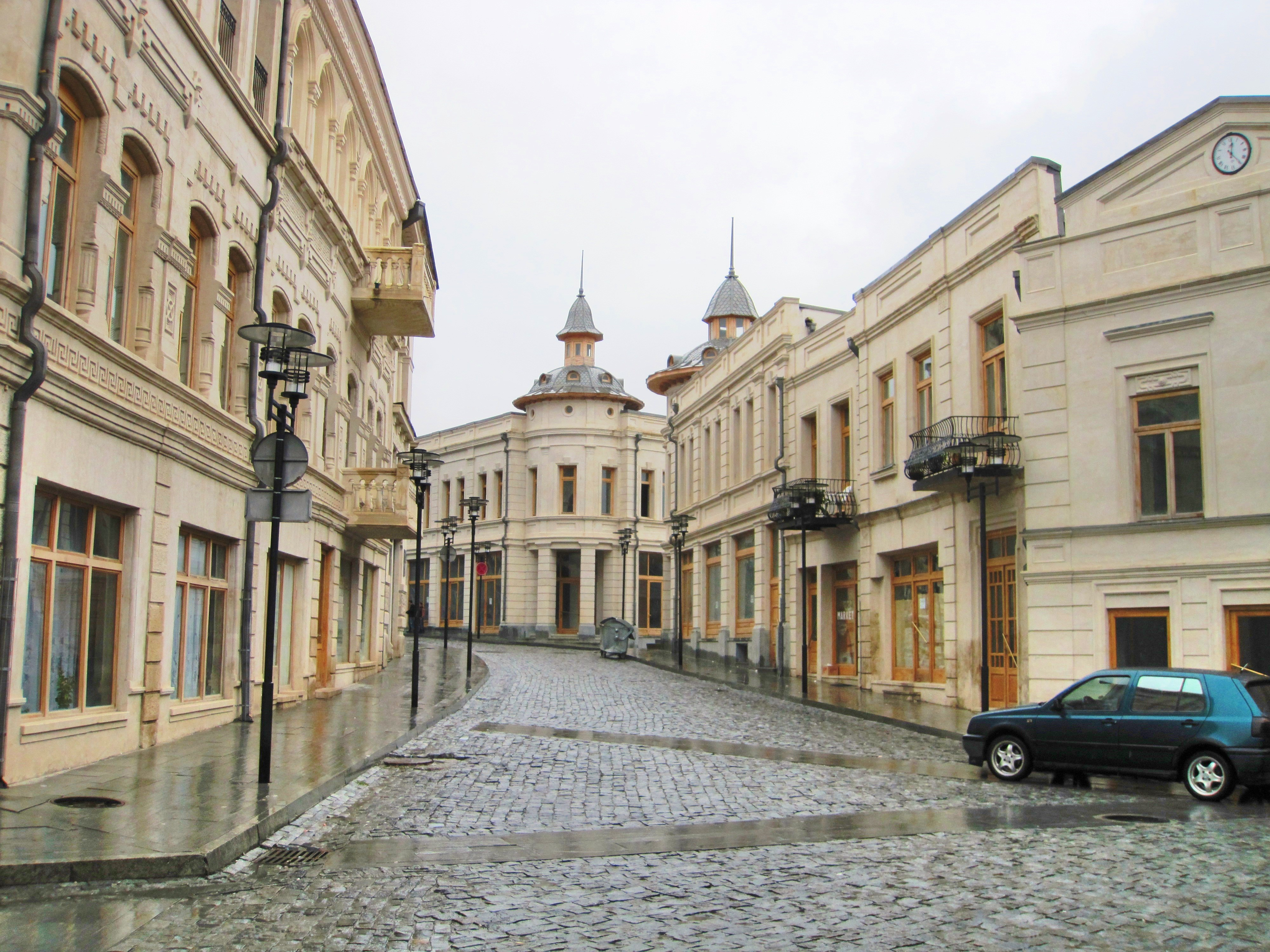
Una via del centro cittadino
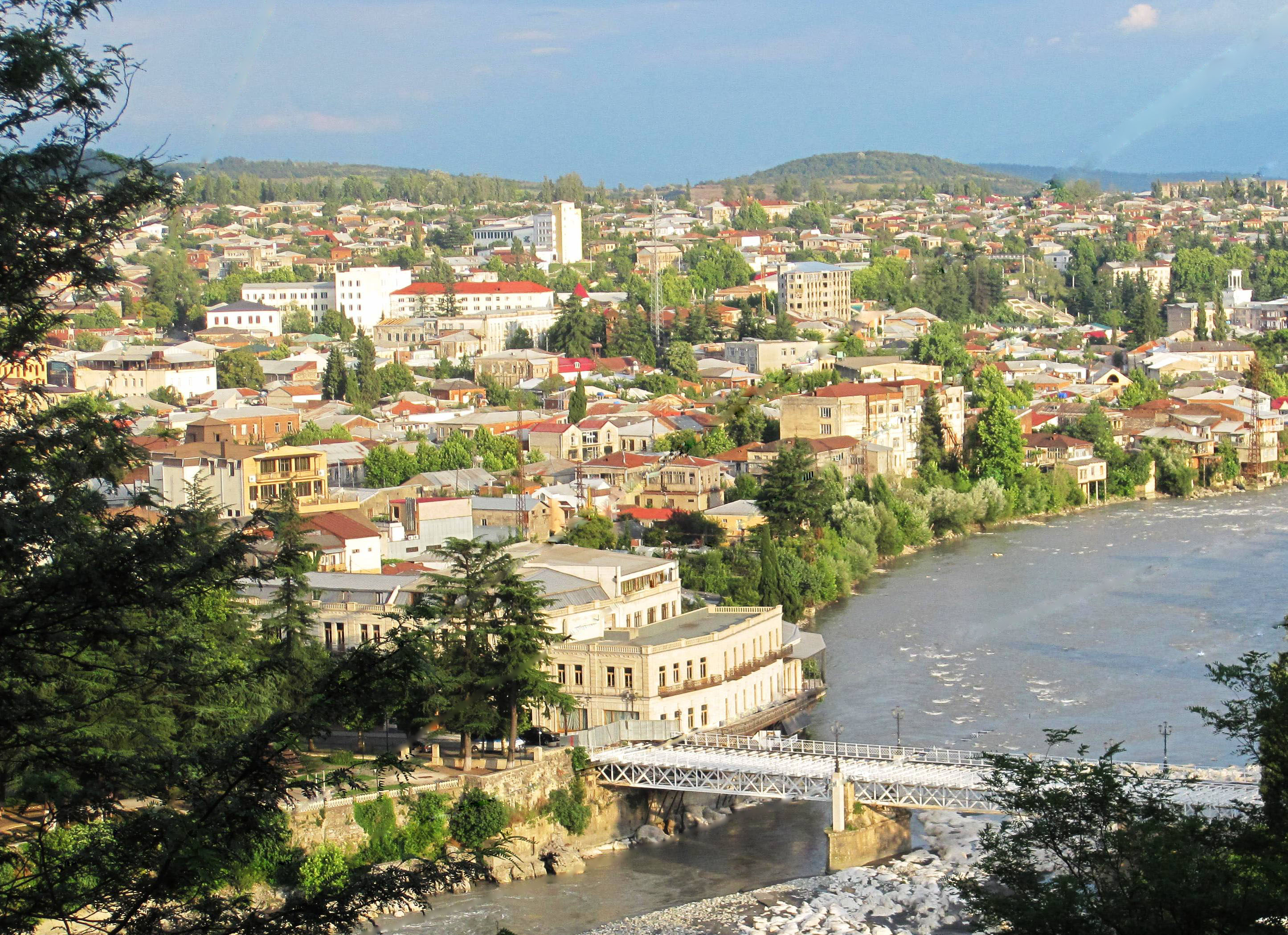
Veduta di Kutaisi